# Torre Breda
La torre Breda (originariamente nota come il Grattacielo di Milano) è un grattacielo che si trova a Milano, in piazza della Repubblica all'angolo con via Vittor Pisani e viale Tunisia.  
Alta 116,25 metri per 31 piani  è tra i primi grattacieli di Milano. Fu costruita tra il 1950 e il 1955, su progetto di Eugenio ed Ermenegildo Soncini e Luigi Mattioni. Il nome originale il Grattacielo di Milano è molto significativo: per circa un decennio, prima della costruzione del Grattacielo Pirelli, fu il simbolo del rinnovamento e della ripresa di Milano dopo l'ultimo conflitto mondiale. Oggi, assieme ai grattacieli presenti in zona e agli edifici del progetto Porta Nuova, fa parte dei grattacieli di Milano.

## Storia e caratteristiche

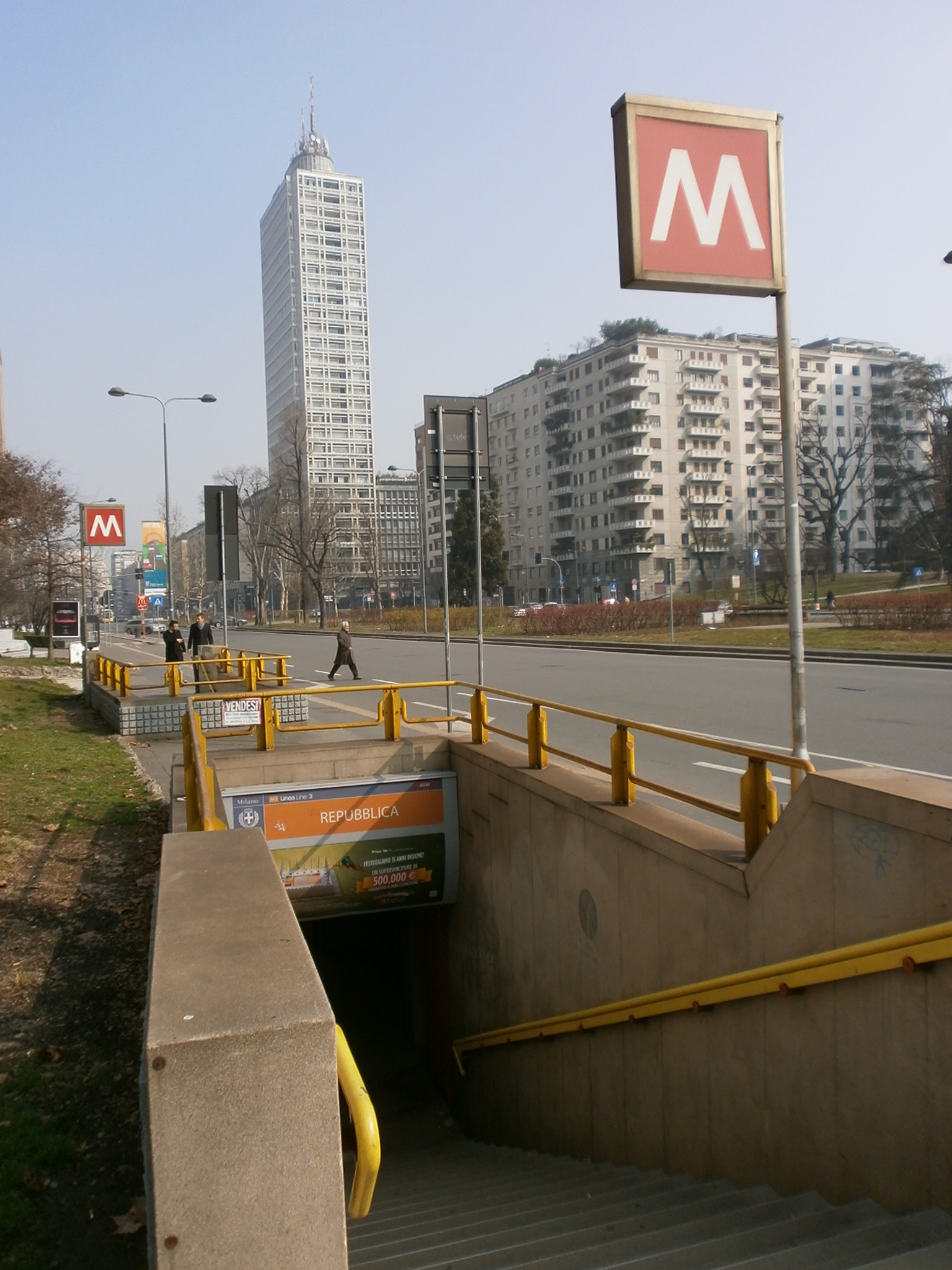
La torre Breda vista da Piazza della Repubblica

Quando venne costruito era il grattacielo più alto d'Italia. Per realizzarlo fu necessario infrangere una lunga tradizione milanese, assurta negli anni trenta a norma nel piano regolatore della città: nessun edificio doveva superare i 108 metri della guglia più alta del Duomo, sormontata dalla cosiddetta Madonnina. Una convenzione di anteguerra tra la società proprietaria dell'area e il Comune di Milano, stabiliva che sul lotto dovesse sorgere un edificio simmetrico al "grattacielo" di 64 metri, realizzato tra le due guerre, nel lotto opposto. Tale edificio doveva sorgere a filo strada ed essere svuotato da un angusto cavedio interno. La proposta dei progettisti prevedeva una torre molto più alta, arretrata e priva di elementi desueti come il cavedio. La "battaglia per il progresso" contro i "pregiudizi di un passato oscurantista" durò quasi due anni, e si concluse con un compromesso: un corpo basso a filo strada, che si adegua e profila alle case di via Vittor Pisani, sormontato da una torre arretrata, più alta della Madonnina. 
Pur ispirandosi a modelli americani, i progettisti utilizzano, invece dell'acciaio, un materiale di più facile reperimento sul mercato italiano: il calcestruzzo armato, che era prodotto da un'azienda leader del settore, la RDB sas che era tra i soci della società committente. Si voleva dimostrare che "con un materiale tipicamente italiano si poteva esprimere il medesimo senso di esile verticalismo dei grattacieli in vetro e acciaio d'Oltreoceano. Si volevano incarnare in un oggetto carico di valori simbolici le ambizioni innovatrici di un nuovo ceto industriale". La sfida fu vinta: all'epoca della sua costruzione il Grattacielo di Milano fu il grattacielo in calcestruzzo armato più alto del mondo. 

### La struttura
Otto metri sotto la quota della strada, l’edificio poggia su fondazioni a setti continui, poste  su un terreno impermeabilizzato con manti bituminosi e consolidato con iniezioni di cemento, per permettergli di  sostenere una massa tanto imponente (250.000 q).  Le difficoltà di costruzione erano infatti enormi: a Milano la falda freatica si trova pochi metri sotto la superficie e sino a grande profondità si susseguono depositi fluvioglaciali, manca cioè quella base rocciosa su cui poggiavano i grattacieli costruiti sino ad allora. 
Le strutture in elevazione, costituite da muri trasversali legati da muri di controvento, sono in cemento armato gettato in opera in casseforme metalliche, mentre per quelle orizzontali, sempre in cemento armato, si usarono casseforme recuperabili. I pilastrini esterni, che originano l’orditura delle fronti, furono invece prefabbricati e rivestiti di grès ceramico prima della posa in opera.
Il blocco del basamento è lastronato in serizzo Dublino lucidato, mentre la torre è rivestita di grès ceramico di colore azzurrato, che sfuma di tonalità con il progredire della quota. Questa sfumatura accompagna la convergenza verso l'alto delle linee di spigolo, come nel Partenone, al fine di correggere l'illusione ottica che le farebbe sembrare divergenti.

### Gli impianti
La dotazione degli impianti era di estrema avanguardia per l’epoca:  ogni ufficio e appartamento era collegato all'ufficio postale della torre tramite posta pneumatica; le vasche da bagno in ghisa erano riscaldate e termostatate; le cucine "all'americana" erano dotate di tritarifiuti; una batteria di dieci ascensori permetteva di raggiungere in 30 secondi anche l’ultimo piano e assicurava, in caso di necessità, l’evacuazione dell’intero edificio in quindici minuti. Criteri di risparmio energetico erano adottati ante litteram:  l'impianto di climatizzazione centralizzato sfruttava l'acqua prelevata a 14 gradi nel sottosuolo. Fu il primo edificio con bagni ciechi a ventilazione forzata, che i progettisti introdussero dopo essere riusciti a far abrogare la norma del PRGC che allora li vietava.  

### Destinazione

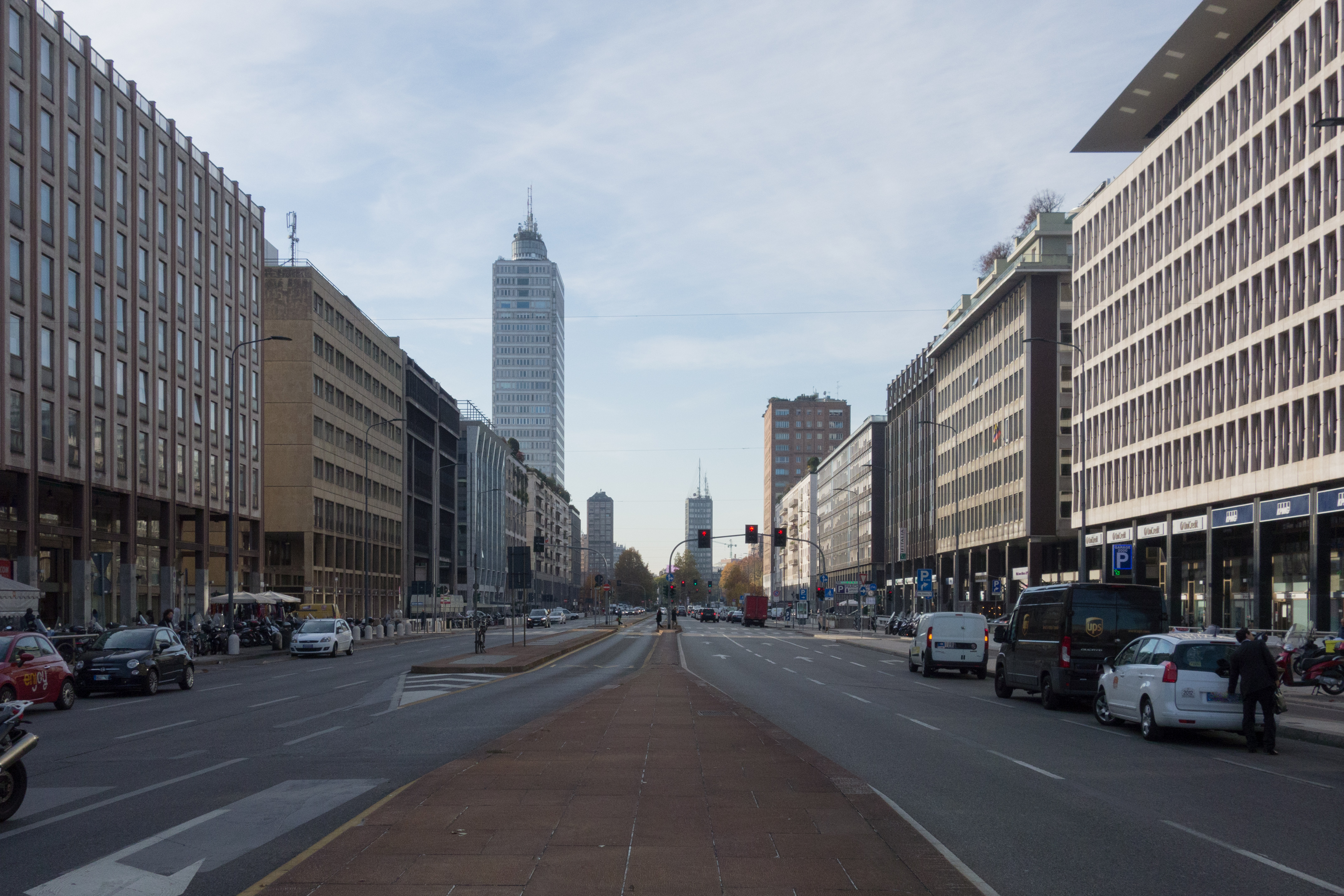
La Torre Breda da Via Vittor Pisani

L’edificio era ed è ad uso promiscuo: negli otto piani del basamento si trovano gli uffici, mentre la torre è destinata ad abitazioni. Nel 2009 il grattacielo è stato oggetto di un profondo intervento esterno conservativo.

## Film
L'edificio compare nel film Ragazze d'oggi di Luigi Zampa del 1955, in cui appare ancora non terminato (mancano i serramenti). Alcune scene sono ambientate nell'appartamento ovale al 29 piano, ma in realtà fu utilizzata una ricostruzione in studio; solo la panoramica su Milano fu girata effettivamente dalla terrazza sommitale, che oggi è occupata da numerose antenne.

## Ristrutturazione
"La ristrutturazione del 2009 ha snaturato i caratteri della torre residenziale, con la sostituzione delle piccole tessere in gres (con problemi di distacco), con una pelle esterna in lastre grigio chiaro, che ha appiattito la griglia modulare e reso freddi e meno eleganti i prospetti."